# 406 mm морско оръдие Б-37
406-mm морско оръдие Б-37 е разработено и произвеждано в СССР корабно оръдие с калибър 406,4 mm (16 дюйма). С оръдията от тип Б-37, в триоръдейни куполни установки, с шифъра „МК-1“ (от на руски: Морская корабельная № 1), се предполага да бъдат въоръжени линейние кораби от типа „Советский Союз“, а на прехода 1940 – 1950 години (с модернизираните куполни установки МК-1М) и линейните кораби от проекта 24. Във връзка с прекратяването на строителството на линейните кораби от типа „Советский Союз“, през юли 1941 г., работите над създаването на оръдието Б-37 и кулите МК-1 към него са спрени.
Едно от опитните оръдия Б-37 в периода 1941 – 1944 г. взема участие в отбраната на Ленинград от немските войски и в състава на батарея №1 на Научноизследователския морски артилерийски полигон поддържа войските на Ленинградския и Волховския фронтове на различни направления. За периода на бойните действия от оръдието Б-37 са произведени 81 изстрела по войските на противника.

## Предистория на разработването на оръдието Б-37
Към 1917 г. в Руската империя е усвоено производството на морски оръдия с калибър до 356 мм включително. Но стволовете за 356-мм оръдия се доставят само от Англия, което пречи за разработването на собствени оръдия. Към 1917 г. на складовете има натрупани голям брой неизползвани стволове. От лятото на 1912 г. до началото на 1918 г. в техническото бюро на Обуховския стоманолеярен завод се води създаването на опитното 406/45-мм оръдие (а също и на лафет за него и куполна установка) за перспективните линейни кораби на руския флот (виж проект на Бубнов, проект на Гаврилов, проект на Костенко). Допълнително са изпълнени ескизните проекти за две-, три- и четириоръдейни кули за това оръдие. Работите над създаването на първото руско 406-мм корабно оръдие са прекратени при 50% готовност на опитното оръдие.
През 1920 години производството на морска артилерия в СССР достига упадък и само работите по модернизацията на артилерията на старите линкори от типа „Севастопол“ позволяват да се съхранят старите и да се обучават нови кадри. От 1936 г. с разработката на тактико-технически задания за всички съветски корабни артилерийски установки, а също и с разглеждането на проекти и даването на заключения по тях се занимава Артилерийския научноизследователски морски институт (съкратено АНИМИ), който се ръководи от известния артилерист и контраадмирал (впоследствие вицеадмирал) И. И. Грен.

## Проектиране
Изборът на 406-мм калибър като главна артилерия на съветските линкори от типа „Советский Союз“ е обусловен от наличието на оръдия от същия калибър при най-мощните линкори в чуждестранните флоти. Опитите да се увеличи калибъра на артилерията на главния калибър (в периода на Първата световна война) завършват с неуспех и не получават последващо развитие. В същото време, сведения за намерения да се увеличи калибъра за перспективните чуждестранни линкори, над 406 мм, през 1936 г. отсъстват за съветското военноморско ръководство. В Руската империя и по-късно в СССР максималният усвоен от промишлеността, за морските оръдия, е калибърът 356 мм. Изследванията, проведени от Военноморската академия, показват, че при водоизместимост на линкора от 50 000 т 3×4 356-мм кули ще са по-малко ефективни, отколкото 3×3 406-мм, и точно толкова ефективни, като 2×3 457-мм куполни установки. Използването на оръдия калибър 457 мм е отхвърлено от опасенията за технологични трудности (масата на едната триоръдейна кула трябва да бъде до 3000 т).
Тактико-техническите изисквания за триоръдейната куполна установка МК-1 са разработени от сътрудниците на АНИМИ през лятото на 1936 г. и впоследствие нееднократно се коригират. Според първоначалния проект ТТХ на оръдията Б-37 са следните: тегло на снаряда – 1105 кг, начална скорост – 870 м/с, далечина на стрелбата – 49,8 км, ъгъл на вертикалното насочване – 45°, налягане в канала на ствола – 3200 кг/см². Бронебойният снаряд, съгласно изискванията на тактико-техническото задание, трябва да пробива бордова броня с дебелина 406 мм под ъгъл 25° от нормалата на разстояние 13,6 км. Конструкторите на оръдието провеждат разчети за два варианта на нарязването: с 25 и 30 калибра с постоянна извивка. Освен това, са разработени два варианта за ствола: скрепен и лейниран.
Разработката на оръдието Б-37 се води от ленинградския завод „Болшевик“ в периода 1937 – 1939 година на основата на постановление на СТО при СНК на СССР от 16 юли 1936 г. Люлеещата се част на оръдието Б-37 се разработва под ръководството на професор Евгений Георгиевич Рудяк, от него се води и фактическото ръководство на работите по създаване на оръдието. Разработката на ствола се води от М. Я. Крупчатников (1897 г. – 1978 г.), който „с право се нарича основоположник и практик на теорията за проектиране на стволове за голямокалибрената артилерия“. Затворът с казенника и уравновесяващия механизъм се разработват от Г. Волосатов. Лайнерът на оръдието е проектиран в НИИ-13, разработката на люлката с противооткатните механизми се води от конструкторското бюро на Ленинградския металически завод под ръководството на А. Толочков. Проектирането и разработката на работните чертежи на снарядите са изпълнени от Ленинградския филиал на НИИ-24, взривателите – от ЦКБ-22, барутите – от НИИ-6 НКБ. Окончателния вариант на техническия проект на оръдието Б-37 е създаден през септември 1937 г. и е утвърден от КО при СНК на СССР в началото на 1938 г.
Разработката на триоръдейната куполна артилерийска установка „МК-1“ е инициирана от постановление на СТО при СНК на СССР от 16 юли 1936 г. Техническият проект за куполната установка „МК-1“ с люлеещите се части на Б-37 е изпълнен през април 1937 г. Куполната установка, заедно с артилерийските погреби, е проектирана в Ленинградския металически завод „Сталина“ под ръководството на Д. Е. Брил. Според проекта от 1937 г. кулата има 46 електродвигателя с мощност 1132 к.с. Ескизнуия проект на куполната установка „МК-1“ е завършен от ЛМЗ през май 1937 г. Работните чертежи за „МК-1“ са готови към 1938 г. Според мемоарите на началника на Артилерийското управление на ВМФ, генерал-лейтенант И. С. Мушнов, един комплект от тези чертежи включва в себе си 30 хиляди ватмана и ако се постелят като пътека, те ще се проточат на 200 км.
На 11 април 1938 г., на заседание на Съвета за изпълнение на поръчките по военно корабостроене, се разглежда въпроса „За състоянието в проектирането на 16-дюймовите куполни установки за линкори „А““. Комисията, под председателството на М. М. Каганович, в която също влизат П. А. Смирно, А. Д. Брускин, И. С. Исаков, И. Ф. Тевосян, Б. Л. Ванников и С. Б. Волинский, възлага „да се разработи и представи, до 20 април 1938 г., на Съвета за изпълнение на поръчките мероприятия за ускоряване на опитните работи и подготовката за производство на 16-дюймови оръдия и куполни установки в заводите „Болшевик“ и „Новокраматорски““. На поредното заседание, от 21 – 22 април, на Съвета за изпълнение на поръчките присъстват В. М. Молотов, А. А. Жданов, М. М. Каганович, А. Д. Брускин, П. А. Смирнов, И. Ф. Тевосян и са „поканени“ Акулин, Егоров, Ванников, Устинов, Шипулин, Иванов, Ласин, Тилочкин, Горемикин, Рябиков; заседание обсъжда проект за постановление на НКОП „За мероприятия по ускоряване на работното проектиране на 406-мм (16-дм) оръдие и 3 оръдейни кули“ и постановява „да се внесе този проект за утвърждаване от Комитета по отбрана при СНК на СССР“. В един от докладите на наркома на ВМФ П. А. Смирнов (1938 г., № 257421) са отбелязани причините, предизвикващи „забавянето“ на работното проектиране: „Техническият проект за 406-мм оръдия не е завършен от завода „Болшевик“ поради незавършените опитни работи по автоматичното стрелящо приспособление и уравновесяващия механизъм на затвора, което може да забави производството на опитния образец на оръдието от завода „Барикади“. Забавят се и опитните работи в Ленинградския металически завод („И. В. Сталин“) за противооткатните устройства и муфата на Джени“.
За създаването на оръдието Б-37 се използват предходни разработки за по-рано създадени проекти за артилерийски установки калибър 305 и 356 мм, а също данните, получени при изпитанията на опитен затвор в завода „Болшевик“ и стрелба на Научноизследователския артилерийски полигон (НИАПе) с опитен лайнер на 356/52-мм оръдие, препробито от 305-мм.
С началото на Великата Отечествена война всички работи за последващото развитие на конструкцията на оръдието Б-37 и създаването на кулата МК-1 са прекратени.

## Производство и изпитания

### Производство на оръдието Б-37
Производството на артилерията на главния калибър върви трудно, тъй като опитът като цяло е или изгубен, или забравен. За производството на голямокалибрената артилерия е нужно да се обновят и да се създадат нови производства, са се осигури използването на специални високолегирани стомани и висококачествено леене. Водещите предприятия за производството на 406-мм артилерийски оръдия и куполните установки за тях са определени към началото на 1937 г.
Първото опитно оръдие Б-37 е сглобено в сталинградския завод „Барикади“ (с участието на Ленинградския металически завод и завод № 232 на НКОП „Болшевик“) през декември 1937 – март 1939 г. и има скрепен ствол. Люлката, с всички механизми на люлеещата се част, за първото оръдие е произведана от Новокраматорския машиностроителен завод. Всичко са произведени 12 оръдейни ствола (в т.ч. 11 с лайнирани стволове) и 1 скрепен, а също и на пет люлеещи се части за тях. Към оръдието е произведена и опитна партия 406-мм снаряди (в завод № 232 „Болшевик“ и в брянския завод „Красный Профинтерн“).
Производството на ствола на 406-мм оръдие изисква отливка от специална висококачествена стомана с маса над 140 т без странични примеси, черупки и т.н. За тази цел леенето се прави с постъпването на течната стомана от две мартенови пещи едновременно (100-т и 50-т). Отливката се кове от мощни преси със сила до 6000 т, а след това се обработва термично в маслени вани, след което, на специални стругове, се прави нейната механична външна обработка до чертежните размери, дълбокото разпробиване до цялата дълбочина на ствола, точното пробиване, шлифоването и нарязването на каналите. Дължината на струговете с патронниците трябва да бъде двойно по-голяма, отколкото на обработваните заготовки за ствола, а дължината на инструмента за дълбокото разпробиване и последващите операции трябва да съответства на дължината на ствола. Производството на един ствол с дължина 16 м отнема, при непрекъсната обработка, много месеци, а често и над една година.
Планира се ежегодно, започвайки от 1 януари 1942 г., да се доставят на ВМФ, по осем 406-мм кули МК-1 (съответно 24 оръдия Б-37). Производството на ствола със затвора и казенника е възложено на завода „Барикади“, а на люлките с механизмите на люлеещата се част на Новокраматорския машиностроителен завод. Бронебойните и фугасните снаряди за опитното и 11 малосерийни оръдия са произведени от завод „Болшевик“, а фугасно-учбните – от завода „Красный Профинтерн“. Взриватели са произведени от ЦКБ-22 на НКБ.

### Производство на куполните установки „МК-1“
Производството на куполните установки трябва да се осъществява от Ленинградския металически завод (№ 371 на НКОП), контрагенти на който са Кировския и Ижорски заводи, заводите „Болшевик“, „Електроприбор“, ГОМЗ, ЛОМЗ, ССБ, а също и от корабостроителните завод №198 (в Николаев) и №402 в Молотовск (днешен Северодвинск).
Производството и сглобяването на артилерийските кули традиционно се провежда на специални заводски стендове – „ями“. Там те се монтират, след което се разглобяват, транспортират към мястото на поставянето им, където се прави окончателното сглобяване, поставянето на кораба, довършителните работи и приемо-предавателните изпитания. Куполната броня окончателно се поставя вече непосредствено на кораба. Монтажът на кулите на главния калибър трябва да се провежда с помощта на плаващи кранове с голяма товароподемност.
Изграждането в заводите на асемблиращи цехове за кулите „МК-1“ се превръща в трудноразрешим проблем. В Ленинградския металически завод започва строежа на нов цех с площ 54 000 м², в едно от помещенията на който е монтиран револверен струг с диаметър на патронника 18 м за обработката на основата на кулите, два 250 т мостови крана, построени са две „ями“ за кулите „МК-1“. Съгласно плана първата кула „МК-1“ трябва да бъде монтирана в „ямата“ през I квартал на 1941 г. За транспортирането на кулите в частично разглобено състояние от причала на завода по Нева в Балтийския завод от КБ-4 е проектиран специален лихтер.
Куполния цех на завод №198 в Николаев се строи, както и в Ленинградския металически завод, от 1937 г. От 411 набелязани за монтирани в цеха стругове към началото на октомври 1940 г. са поставени само 205, но 18-метров револверен струг не е закупен. По причина изоставането на строителството на куполните цехове в началото на 1939 г. задание за производство на кулите „МК-1“ е дадено на Старокраматорския машиностроителен завод Серго Орджоникидзе. Според условията на заданието първата кула трябва да бъде предадена от този завод към края на 1940 г., четири кули – към края на 1941 г., осмата – към края на 1942 г. Планът за производство на куполните установки през третата петилетка е коригиран и предвижда производство: през 1941 г. – на три кули „МК-1“ от Ленинградския металически завод и три от завод №198, а през 1942 г. – на три кули в завод №402 (последното задание е абсолютно нереално).
В крайна сметка, поради изоставането на строежа и оборудването на куполните цехове във всички заводи и забавянията с доставките на стоманен прокат, броня и електрооборудване, плановите срокове за готовност на всички кули „МК-1“ са преместени: главния за Ленинградския металически от I квартал на 1941 г. за нейната втора половина, за завод №198 в Николаев – с една година, а за завод №402 – за 1943 г. или по-късен срок. До началото на Великата Отечествена война строителството на куполния цех в завод №402 така и не започва, а произведените от Верхно-Салдинския завод металлоконструкции за същия цех, с разрешение на КО, са използвани за други нужди. Поръчаният в Германия 18-метров револверен струг си остава в Германия. Нито една от куполните установки „МК-1“ така и не е произведена напълно.

### Изпитания
От 6 юли до 2 октомври 1940 г. под Ленинград от правителствена комисия начело с И. И. Грен са проведени полигонни изпитания на опитното оръдие Б-37 със скрепен ствол. За ръководител на изпитанията е назначен старшия инженер на отдела за изпитания на НИМАП, военинженера 2 ранг Семьон Маркович Рейдман. Стрелбата с оръдието се провежда от опитна еднооръдейна установка „МП-10“ („полигонна основа“), проектирана под ръководството на М. А. Пономарьов. Производството (в началото на 1940 г.) и монтажа на установката МП-10 в НИМАП е проведено от Новокраматорския завод, актът за края на нейния монтаж на НИМАП е подписан на 18 август 1940 г. „МП-10“ е поставена на железобетонна основа с тегло 720 т, която да издържа на отката при изстрел от над 500 т. Вместо фиксиран барабан е използван отлят стоманен пръстен с маса 60 т и диаметър 8 м. Въртящата се част на установката „МП-10“ лежи 96 топчета с диаметър 203 мм, разположени в лагерен канал с диаметър 7460 мм. Дължината на основата на оръдието съставлява 13,2 м, неговата височина от плоскостта на лагерната пътечка – 5,8 м. Снарядите и полузарядите се разтоварват от товарен автомобил на зареждащата маса на МП-10, от нея се пренасят на зареждащия улей, разположен по оста на канала. Дотикването на снарядите става с щатния верижен прибойник.
Всичко в процеса на изпитанията са направени 173 изстрела, от които 17 с усилен заряд. За снаряда с тегло 1108 кг е избран заряд с тегло 310,4 кг от барут марка „406/50“, началната скорост на снаряда съставлява 870 м/с, налягането в канала на ствола при изстрела достига 3200 кг/см². Впоследствие конструкторите, решавайки да намалят началната скорост и да увеличат живучестта на ствола (нова начална скорост 830 м/с), избират заряд с тегло 299,5 кг от барут марка „356/52 1/39К“. Скрепеният ствол издържа всичките 173 изстрела.
По време на изпитанията се налага да се прибягва до напълно нетрадиционни решения. Така например, за да се изяснят причините за повишеното разсейване на снарядите при стрелба на 25 км, се налага да се построи специална балистична рамка мишена с височина 40 м. След поредния изстрел на рамката мишена се сменя повредената от снаряда телена мрежа.
Правителствената комисия признава, че е осигурена живучест на ствола на оръдието от 150 изстрела, при намаляване на началната скорост с 4,5%, а също пресмята, че при намаляване на началната скорост на снаряда с 10% следва да се очаква живучест от 300 изстрела. Комисията отбелязва повишеното разсейване на снарядите по далечина поради некачествения барут и водещите пояси на снаряда, и неудовлетворителната здравина на бронебойните снаряди.
Правителствената комисия препоръчва също в последващото производство да се използва лайниран ствол, чието вътрешно разположение да се изпълнява по чертежите на скрепения ствол, и препоръчва да се да се даде задание за работи по увеличаването на началната скорост на снаряда до 870 м/с, което се допуска от конструкцията на оръдието.
Като цяло резултатите от изпитанията са оценени като напълно удовлетворителни или даже успешни, люлеещата се част на „МК-1“ с оръдието Б-37 е препоръчана от комисията за серийно производство след внасянето на определени конструктивни изменения. След завършването на изпитанията работата по довеждането на оръдието до нивото на тактико-техническото задание са продължени. Второто опитно оръдие (№2, с лайнеран ствол) е произведено през 1940 г. и пристига в НИМАП за изпитания в края на същата година.

## 406-мм оръдие Б-37
Скрепеният ствол на оръдието Б-37 се състои от вътрешна тръба, четири скрепяващи цилиндъра, кожух на оръдието и казенник. За първи път в историята на руската артилерията закрепването на казенника към ствола се осъществява не чрез резба, а от шпилки и опорен пръстен. Вътрешното устройство на лайнирания ствол, с който оръдието влиза в серийно производство, е аналогично на устройството на скрепения ствол. Замяната на лайнера при лайнирания ствол може да се провежда на кораба, стоящ при причалната стена (за това, по предварителни оценки са необходими около 200 часа). Диаметърът на лайнера съставлява от 570 до 512 мм. Затворът на ствола е бутален двутактов с тристепенна нарезка, отваря се нагоре и има пневматичен уравновесяващ механизъм. Механизмите на затвора действат от електродвигател или се отварят/затварят ръчно. Електродвигателя на механизма е закрепен на кронщайн от дясната страна на капака на люлката. Теглото на люлеещата се част на оръдието съставлява 197,7 т.
Стрелящото устройство действа на галвано-ударен принцип. Като средства за възпламеняване на заряда служат галваничната тръбичка ГТК-2 и ударната тръбичка УТ-36. Дотикването на боеприпасите в оръдието става с помощта на прибойник верижен тип.
Пълната дължина на ствола на оръдието Б-37 съставлява 50 калибра или 20 720 мм. Скорострелността на оръдието Б-37 зависи от ъглите на възвишение при стрелбата: при ъгли на възвишение до 14° съставлява 2,5 изстрела в минута на ствол или 1,73 изстрела в минута при ъгли на възвишение над 14° (според други данни – 2,6 изстрела в минута при ъгъл на възвишение до 20°, 2,5 изстрела в минута при ъгли на възвишение до 27,5°, 2,4 изстрела в минута при ъгли на възвышение до 30° и 2,0 изстрела в минута при ъгли на възвишение до 40°). Боекомплектът на всяко оръдие се състои от 100 изстрела. Живучестта на ствола на оръдието Б-37 при налягане 3000 кг/см² в канала на ствола и начална скорост на снаряда от 830 м/с се оценява на 500 изстрела.
| Характеристики на оръдието Б-37     | Характеристики на оръдието Б-37               |
| Характеристика                      | Стойност                                      |
| ----------------------------------- | --------------------------------------------- |
| Калибър, мм                         | 406,4                                         |
| Тип на ствола                       | лайниран (за оръдие №1 – скрепен с цилиндри)  |
| Дължина на ствола, калибри          | 50                                            |
| Дължина на ствола, мм               | 20 720                                        |
| Дължина на канала на ствола, мм     | 19 857                                        |
| Дължина на нарезната част, мм       | 16 794                                        |
| Максимален диаметър по кожуха, мм   | 1280                                          |
| Обем камерата, дм³                  | 441,2 или 438,5                               |
| Брой нарези                         | 40                                            |
| Извивка на нарезите, калибри        | 30                                            |
| Дълбочина на нарезите, мм           | 8,1                                           |
| Ширина на нарезите, мм              | 20                                            |
| Ширина на полетата, мм              | 11,92                                         |
| Тип на затвора                      | бутален двутактов                             |
| Задвижване на затвора               | 3 електродвигателя                            |
| Маса на затвора, кг                 | 2470                                          |
| Маса на ствола със затвора, кг      | 136 690                                       |
| Максимална далечина на стрелбата, м | 45 670                                        |
| Начална скорост на снаряда, м/с     | 830                                           |
| Дулна енергия, т·м (кДж)            | 38 800 (380 498)                              |
| Скорострелност, изстрела в минута   | 2 – 2,6 (в зависимост от ъгъла на възвишение) |

## Куполна установка „МК-1“

### Конструкция на кулата
Куполната установка „МК-1“ е бронирана. Бронята на челната стена достига 495 мм, на страничните стени – 230 мм, на задната стена – 410 мм, на барбета – 425 мм, на покрива – 230 мм, на престилката – 180 мм. Освен това, бойното отделение е разделено пооръдейно от броневи траверси с дебелина 60 мм. Общата маса на бронята на една куполна установка съставлява 820 т. Общото тегло на куполната установки „МК-1“ е 2364 т, теглото на въртящата се част на кулата достига 2087 т. Въртящата се част на кулата се опира на съчмен лагерен погон с диаметър 11,5 м със 150 стоманени топчета с диаметър по 206,2 мм (лагерния погон е вносен, но в случай на неговото недоставяне е разработен проект за замяната на топчетата в погона с хоризонтални ролки съветско производство. Хоризонталните натоварвания при изстрел трябва да се поемат и да се предават на корпусните конструкции от 204 вертикални ролки.
Зареждането на оръдията на куполната установка се провежда при постоянен ъгъл на зареждане от 6°. Всяко оръдие в кулата има индивидуална люлка. Системата на противооткатните устройства се състои от два пневматични накатника (един над ствола, другия под ствола), четири спирачки на отката и наката вретенен тип и четири допълнителни буфера на наката симетрично на оста на оръдието. Откатната част на оръдието тежи 141 т. Вариантите за уравновесяване на механизма са няколко, в т.ч. пневматичен и товарен. Люлеещият се 180-мм оръдеен щит се състои от горна и долна половини.
Вертикалното и хоризонталното насочване на оръдията се произвежда с помощта на електрохидравлични механизми за насочване (трансмисии) с регулатори на скоростта (муфи на Джени). Муфата на Джени представлява хидравличен механизъм, конструктивно състоящ се от две части, разделени от разпределителен диск. Едната от частите е съединена с електродвигател, от който се получава енергията, и служи като помпа, а втората част се съединява с изпълнителния механизъм – хидромотор. Муфата на Джени позволява плавно да се изменя скоростта на въртене на изпълнителния механизъм при постоянна скорост на електродвигателя, а също така да се спира изпълнителния механизъм и да се променя посоката на неговото въртене. От наклона на разпределителния диск зависят скоростта и посоката на въртене на изходния вал при постоянна скорост и посока на въртене на входящия вал. Муфата на Джени действа и като еластична, но сигурна спирачка, позволяваща почти моментално, без удар да се променя посоката на въртене на изходния вал, въртящ се с голяма скорост. Всяко оръдие може самостоятелно да се насочва във вертикалната плоскост с помощта на механизма за вертикално насочване с два странични зъбни сектора, хоризонталното насочване се осъществява чрез завъртането на цялата куполна установка с помощта на две лебедки. Максималният ъгъл на вертикално насочване съставлява 45°, минималният −2°. Управлението на хоризонталното и вертикалното насочване се свежда до завъртането от наводчика на ръкохватка, свързана с разпределителен диск.
В обособена част на кулата трябва да има монтиран 12-метров стереодалекомер. В кърмовата част на кулата, в отделна част, се предполага поместването на куполния централен пост с автомат за стрелба (или прибора 1-ГБ). За автономно управление на огъня кулата „МК-1“ е снабдена със стабилизираните прицели МБ-2. Максималната далечина на стрелбата достига 45 670 м (245 кабелтови).
През 1941 г. АНИМИ предлага да се разработи проект за модернизиране на кулите „МК-1“, за тяхното използване в проектите 23-бис и 23-Н-У. Според него се предполага преправянето на електрическите схеми и механизмите на куполната установка.
| Характеристики на кулите „МК-1“                                     | Характеристики на кулите „МК-1“  |
| Характеристика                                                      | Стойност                         |
| ------------------------------------------------------------------- | -------------------------------- |
| Общо тегло на кулата, т                                             | 2364                             |
| Тегло на въртящата се част, т                                       | 2087                             |
| Тегло на въртящата се броня, т                                      | 753,3 (според други данни – 820) |
| Тегло на желязната конструкция (с механизмите), т                   | 330,3 (613)                      |
| Тегло на откатната част, т                                          | 140,7                            |
| Тегло на люлеещата се част, т                                       | 197,67                           |
| Диаметър на лагерната пътечка, мм                                   | 11 500                           |
| Височина на кулата от най-долната основа до върха на покрива, мм    | 14 100                           |
| Височина на линията на огъня над плоскостта на погона на кулата, мм | 14 100                           |
| Височина на линията на огъня над плоскостта на палубата, мм         |                                  |
| кула 1                                                              | 2100                             |
| кула 2                                                              | 5350                             |
| кула 3                                                              | 3250                             |
| Вътрешен диаметър на твърдия барабан, мм                            | 10 720                           |
| Радиус на помитане по стволовете, мм                                | 19 600                           |
| Радиус на помитане по въртящата се броня, мм                        | ≈9000                            |
| Разстояние между осите на оръдията, мм                              | 2890                             |
| Дължина на отката, мм                                               | 1460                             |
| Максимална скорост на подем на оръдията, °/с                        | 6,2 (0,1 ръчно)                  |
| Максимална скорост на завъртане на кулата, °/с                      | 4,55 (0,06 ръчно)                |
| ъгъл на подем на ствола                                             |                                  |
| максимум                                                            | +45°                             |
| минимум                                                             | −2°                              |
| ъгъл на зареждане                                                   | +6°                              |
| ъгли на завъртане на кулата                                         |                                  |
| кула 1                                                              | ±150°                            |
| кула 2                                                              | ±150°                            |
| кула 3                                                              | ±150°                            |
| Броня, мм                                                           |                                  |
| чело                                                                | 495                              |
| борд                                                                | 230                              |
| задна част                                                          | 410                              |
| покрив                                                              | 230                              |
| престилка                                                           | 180                              |
| барбет                                                              | 425                              |
| Разчет на установката, души                                         | 100                              |
| Брой електродвигатели в кулата и тяхната обща мощност               | 63 (1051,8 кВт или 1430 к.с.)    |

### Система за подаване на боеприпасите
Всяка кула „МК-1“ трябва да има по 2 погреба – снаряден и под него (като по-малко чувствителен към детонация при подводни взривове) зарядния. Зарядният погреб е отделен от второто дъно с едно междънно пространство. Двата погреба са изместени относително оста на въртене на кулите към носа или кърмата, което осигурява повишаване на взривобезопасността на кораба, тъй като в случай на взрив в бойното отделение на кулата или възпламеняване в него или в отсечките на подаване на зарядите, фронта на огъня трябва да удари не в артилерийския погреб, а в трюма. Погребите и линията за подаване на боезапаса са снабдени със система за спринклерно оросяване, работеща от пожарната магистрала. За борбата с пожари в погребите са предвидени пневмоцистерни, служещи като резервен източник на работна вода. Пожарната система може да сработва автоматично – от инфрачервени и температурни датчици. Погребите на главния калибър на линкорите от типа „Советский Союз“ са отделени от съседните „топли“ отсеци чрез кофердами с ширина не по-малка от 0,5 м.
Погребите и помещенията на кулите имат изпускателни капаци, които могат автоматично да се отварят при рязкото повишаване на налягането, съпътстващо възпламеняването на боезапаса. Всички гореизброени противопожарни средства са отработени на натурен макет на зарядния погреб на главния калибър, където при експериментите са запалени няколко истински 406-мм заряда. Погребите за кулите „МК-1“ могат да бъдат наводнени чрез проходни клапани в палубите. Времето за наводняване на зарядните погреби трябва да съставлява 3 – 4 минути, а за снарядните погреби – около 15 минути. Всеки снаряден погреб поема 300 406-мм снаряда (по 100 снаряда на ствол), а зарядните погреби са с вместимост 306 – 312 заряда всеки (с оглед спомагателните заряди за подгряване на канала на ствола преди стрелбата при отрицателни температури).
Подаването и претоварването на боеприпасите от погребите става чрез зарядници, движещи се по вертикални криволинейни направляващи, и въртящи се платформи. Всички процеси по подготовката за изстрела са механизирани и частично автоматизирани. Отделни участъци от линията за подаване на боезапаса са пресечени от поставени между тях водогазонепроницаеми врати.

## Боеприпаси
Боекомплектът на артилерийската установка „МК-1“ трябва да включва 406,4-мм снаряди: бронебойни (разчетени за пробиването на 406-мм броня под ъгъл 25° от нормалата на дистанция 13,6 км, фугасност – 2,3%), полубронебойни (фугасност 8%) и фугасни – в комплект с бойни, усилено-бойни и олекотени заряди. Този набор от снаряди и заряди позволява най-гъвкаво да се използва артилерията на главния калибър в бой, а използването на усиления боен заряд, заедно със специалните свръхдалекобойни снаряди (създаването на който не се случва) би позволило да се води огън на дистанции до 400 кабелтови (73 км). Олекотения боен заряд трябва да поразява корабите на внезапно засечения противник на дистанции до 40 кабелтови нощем и в условията на лоша видимост. Към началото на Великата Отечествена война са създадени само бронебойния и полубронебойния 406-мм снаряди. В качеството на заряд към изстрела се използва картузен барутен заряд с маса 320 кг.
406-мм бронебоен снаряд е способен гарантирано да пробива вертикален хомогенен бронелист с дебелина над 614 мм на разстояние 5,5 км – или на същата дистанция вертикален закален бронелист с дебелина 407 мм, оставайки при това цял и взривявайки се зад бронята. На дистанция 38,4 км снарядът може да пробива хоризонтален хомогенен бронелист с дебелина над 241 мм. Фугасният снаряд (разработването му не е довършено) трябва да прониква в грунта на дълбочина до 22 м, оставяйки при това изкоп с диаметър 10,12 м.
| Характеристики на 406-мм снаряди | Характеристики на 406-мм снаряди | Характеристики на 406-мм снаряди   |
| -------------------------------- | -------------------------------- | ---------------------------------- |
| Характеристика                   | бронебоен образец 1915/1928 г.   | полубронебоен образец 1915/1928 г. |
| Маса, кг                         | 1108                             | 1108                               |
| Маса на заряда, кг               | 310 (боен)                       | 310 (боен)                         |
| Маса на взривното вещество, кг   | 25,7                             | 88,0                               |
| Взриватели                       | МБ                               | МФ                                 |
| Дължина, мм (калибри)            | 1908 (4,68)                      | 2032 (5,0)                         |

## Прибори за управление на стрелбата
Приборите за управление на стрелбата за оръдията Б-37 трябва да осигуряват тяхното централно насочване:
1. По една или две видими или временно скриващи се морски цели, плаващи със скорост до 42 възела, на дистанции до 250 кабелтови;
2. По една видима или невидима морска или брегова цел на дистанции от 200 до 400 кабелтови при целеуказание и коректировка на огъня от самолет;
3. По подвижна морска или брегова цел от група кораби при максимално разстояние между стрелящите кораби до 25 кабелтови на дистанции до 400 кабелтови;
4. По една морска цел през нощта или в условията на лоша видимост на дистанции до 40 кабелтови.

Системата прибори за управление на стрелбата се състои от централния автомат за стрелба ЦАС-0, преобразувателя на координати ПК-3, редица специални изчислителни прибори, оптични визьори с различно предназначение и далекомери, ред предаващи и приемащи прибор за целеуказанията, сигналите и докладите, обратната връзка за състоянието на оръжията и т.н. Предвидена е възможност за управляване стрелбата на група кораби по една цел с предаване на командите по специална линия.
Целеуказанието за оръдията на главния калибър се предполага да се подават от бойната рубка, в която да се намират командирските визьори ВМК и визьорите за целеуказание ВЦУ-1. Визьорите са свързани помежду си с механична синхронна връзка, благодарение на което ВЦУ-1 може да следи същата цел, която и ВМК, което дава възможност на командира през своя визьор да указва на ВЦУ-1 цел, предназначена за поразяване. Нататък следва вземането на целта на съпровождение и подаването от ВЦУ-1 на целеуказания към управляващия огъня на главния калибър. Нощем или в условията на лоша видимост целеуказание към оръдията трябва да се осъществява с помощта на четирите поста за нощно централно насочване с визьорите 1-Н, разположени побордно на носовата надстройка. Визьорите 1-Н имат синхронна свръзка с ВЦУ-1 и манипулаторните колонки на двата 120-см бойни прожектора ПЭ-Э12.0 – 1 със сила светене от 490 милиона свещи. Синхронната връзка на визьорите 1-Н и ВЦУ-1 осигурява попадане в полезрението на ВЦУ-1 на всичко това, което се наблюдава от нощните визьори.
За управление на огъня на оръдията на главния калибър на линейните кораби от типа „Советский Союз“ са поставени три командно-далекомерни поста, всеки от които има два 8-метрови стереодалекомера ДМ-8-1 и стабилизиран визьор за централна наводка ВМЦ-4 с независимо от своя пост хоризонтално насочване. Всички КДП имат еднаква конструкция и приборно оборудване, но се различават по бронирането на постовете. По-силно брониран е носовия КДП-8-I (стени – 45 мм, покрив – 37 мм, под – 200 мм), бронирането на двата останали КДП (разположени на кърмовата бойна рубка и на фор-марса) съставя съответно 20, 25 и 25 мм.
Данните за курсовите ъгли, своите и на целите, а също и за дистанцията до целта трябва да постъпват от командно-далекомерните постове към носовия и кърмовия централни артилерийски постове (ЦАП), имащи единакво оборудване от прибори. Носовия ЦАП е разположен на платформа между носовите турбинни отделения, а кърмовия в трюма, към кърмата от 3-то котелно отделение. Основен елемент на ЦАП се явява автоматът за стрелба ЦАС-0.
ЦАС-0 е разработен на базата на своя прототип ЦАС-1 и както и той има независими схеми „наблюдавани данни“ и „самоход“ (последният е предназначен за решаване на задачата за изработване на параметрите на движение на целта при условие нейното движение с постоянен курс и скорост). В ЦАС-0 е заложен режим за съвместна работа на тези две схеми, позволяващ да се води огън по маневрираща цел. Този метод за стрелба, известен като „графичен“, се заключава в това, че постоянно се води изработването на разликите между съставляващите фактическия вектор на скоростта на целта, лежащ на генералния курс, и съставляващите фактическия вектор на скоростта на целта по „наблюдаваните данни“ (разликите между координатите на изпреварващата точка по целта по генералния курс и фактически наблюдаваните данни, в качеството на корекция).
ПУС предвижда воденето на огън зад видимия хоризонт с помощта на данни от самолета-коректировчик „КОР-2“. Специален прибор, състоящ се от два авиационни оптически прицела за бомбомятане система „Херц“, са поставят на самолета и са предназначени за определяне на местоположението на кораба-цел относително самолета в полярни координати – далечина и пеленг. Тъй като на самолета-коректировчик има само един наблюдател, който не може едновременно да визира два кораба, един прицел е поставен по диаметралната плоскост пред пилота, който насочва с негова помощ самолета към целта, а наблюдателя визира своя кораб, произвежда снемането на данните и предаването им в цифрова форма по радио пряко към централния артилерийски пост, където данните ръчно се въвеждат в прибора за коригиране на стрелбата „КС“. Приборът за коректировка преобразува данните курсов ъгъл на целта и далечина до нея, а след това ги предава към ЦАС-0.
Освен задачите за коректировка на стрелбата с помощта на въздушно коригиране, приборът „КС“ е предназначен за стрелба на няколко кораба по една цел. В този случай, ако на един от корабите данните за стрелбата рязко се различават от данните на флагмана, или на един от корабите не наблюдават целта, то елементите на стрелбата на флагманския кораб от ЦАС-0 се предават на прибора „КС“ и нататък с помощта на специалната радиоапаратура ИВА се транслират към съседния кораб, където чрез аналогична апаратура постъпват в неговия прибор „КС“. На този прибор, от бойната рубка от визьора ВЦУ-1, постъпват пеленга на флагманския кораб и дистанцията до него. Основавайки се на получената информация, приборът „КС“ изработва курсов ъгъл на целта и далечина до нея спрямо собствения кораб, а след това тези данни постъпват в ЦАС-0. Приборите ИВА и „КС“ се явяват първообраз на съвременните автоматизирани линии за взаимен обмен на информация.
При стрелба по видими цели на дистанции до 150 кабелтови, а също и по торпедните катери, на линии, е предвидено автономно управление на всяка кула „МК-1“. Стрелбата може да се води от всчики оръдия централизирано или от всяка кула поотделно. Всяка артилерийска кула „МК-1“ има:
- Свой 12-метров стереодалекомер ДМ-12;[34]
- Два стабилизирани визьора МБ-2, предназначени за воденето на огън на самоуправление по видими морски и брегови цели. В случай на излизането от строй на КДП с основните визьори за централно насочване МБ-2 могат да се използват като дублиращи визьори за централното насочване за управление на огъня на главния калибър през ЦАП;[34]
- Свой куполен централен пост с автомат за стрелба 1-ГБ (автомат за величините на измерените разстояния) със специален планшет, който позволява на командира на кулата да коректира автоматните данни според тези, които той наблюдава през своя визьор. В куполния автомат 1-ГБ при стрелба на самоуправление постъпват ъгловите величини, определяеми от визьорите МБ-2.[34]

Разработката на системата за управление на стрелбата (ПУС) за оръдията Б-37 (в установките „МК-1“) се води от конструкторското бюро на ленинградския завод №212 „Електроприбор“ под ръководството на С. Ф. Фармаковски. Командно-далекомерните постове (КДП) са проектирани от завод №232, тяхното производство се води от Старокраматорския машиностроителен завод. Далекомерите и оптичната част на визьорите са проектирани от ГОМЗ, ЛОМЗ и завода „Прогрес“. Към юни 1941 г. всички елементи и устройства на системата на ПУС съществуват, в най-добрия случай, като опитни образци.

## История на експлоатацията
Началото на Великата Отечествена война заварва опитната установка „МП-10“ на Научноизследователския морски артилерийски полигон до Ленинград (Ржевка): установката не подлежи на евакуация по причина голямото ѝ тегло. Съществуващата до началото на войната генерална директриса на морския артилерийски полигон не предвижда воденето на кръгов обстрел на намиращите се на него артилерийски установки, а позициите на артилерията са затворени от страната на града с 10-метрови земни валове. Под ръководството на генерал-лейтенант И. С. Мушнов, който в началото на войната се явява началник на полигона, е направена бърза и целенасочена преустройка на целия полигон с идеята да се използва за нуждите на отбраната на Ленинград, установката „МП-10“ е преоборудвана за кръгов обстрел и е допълнително бронирана. Скрепеният ствол е заменен с лайнеран – за да се увеличи ресурса на ствола. Оръдейната установка, заедно с едно 356-мм и две 305-мм оръдия са включени в състава на батарея №1 на Научноизследователския морски артилерийски полигон, явяваща се най-мощната и далекобойна батарея в обсадения Ленинград. Командва батареята воентехника 2-ри ранг А. П. Кухарчук.
Първите бойни изстрели от установката „МП-10“ са произведени на 29 август 1941 г. по района на совхоза „Красный Бор“ на Колпинското направление, където войските на вермахта се опитват да настъпят към Ленинград. Практическата скорострелност на установката „МП-10“ в бойните действия се оказва равна на един изстрел за 4 минути. След като, в началото на 1942 г., са изразходвани наличния боезапас от 406-мм снаряди (а на неговото скорошно доставяне от „Голямата земя“ не може да се разчита), воденето на огън от опитната установка се налага временно да се прекрати, а производството на 406-мм снаряди да бъде възобновено. Така например, през 1942 г. от ленинградската промишленост са получени 23, а през 1943 г. – 88 406-мм снаряда.
Особено ефективно 406-мм установка действа на 12 януари 1943 г. в известната операция „Искра“, която съвместно провеждат войските на Ленинградския и Волховския фронтове. През януари 1944 г., при провеждането на операцията по разкъсването на блокадата на Ленинград, по войските на вермахта са изстреляни 33 406-мм снаряда. Попадение на един от тези снаряди в зданието на електростанция №8, заето от войските на противника, предизвиква пълното разрушаване на зданието. След себе си мощният 1108-килограмов снаряд оставя изкуп с диаметър 12 м и дълбочина 3 м. Всичко в периода на блокадата на Ленинград от установката „МП-10“ са произведени 81 изстрела.
В периода 1950 – 1960 г. куполната установка „МП-10“ активно се използва за опитни стрелби с нови снаряди и изпитания на люлеещите се части на опитни оръдия.

## Следвоенни модификации
В следвоенните години са създадени и разгледани няколко проекта за използването на люлеещите се части на Б-37 какта за корабни, така и за брегови куполни установки, а също и за специалните железопътни транспортьори СМ-36 с 406-мм оръдие. За оръдието е проектиран снаряд с ядрен заряд, разглеждана е и възможността за смяна на нарезния ствол с гладък за стрелба с авиобомби. Обаче всички тези проекти не са реализирани.
Отделно трябва да се упомене описанието на модифицираната куполна установка „МК-1М“, която в количество три единици се предполага да носят линкорите от проект 24. Като цяло конструкцията на кулите е аналогична на кулата „МК-1“. Отличията се заключават в поставянето на ново радиолокационно въоръжение и използването на нова система от прибори за управление на стрелбата (ПУС). Така например, вместо куполните оптични далекомери на втората и третата кули на линкора трябва да се поставят радиолокационните далекомери от типа „Грот“. Системата ПУС „Море-24“ разполага с два централни артилерийски поста, всеки от които има автомат за стрелба ЦАС-М с преобразувател на координати, и три поста хироазимут-хоризонт от типа „Компонент“. Данните за стрелбата постъпват в ПУС от два командно-далекомерни поста КДП-8-10 с далекомери, имащи база 8 и 10 м, а също така от две стрелбови РЛС тип „Залп“. Работата на системата на ПУС трябва да е осигурена при амплитуда на бордово люлеене до 14° и занасяне до 4°.

## Памет
Единственото съхранено (към март 2011 г.) оръдие Б-37 в експерименталната установка „МП-10“ се намира на Ржевския артилерийски полигон под Санкт Петербург(59°59′33.74″ с. ш. 30°31′39.69″ и. д. / 59.992708° с. ш. 30.527694° и. д.). След края на Великата Отечествена война, с решение на командването на ВМФ, на това оръдие е поставена мемориална плоча, която към 1999 г. се съхранява в Централния военноморски музей. На тази плоча е начертано:

406-мм артустановка на Военноморския флот на Съюза на ССР. Това оръдие на Червенознаменния НИМАП от 29 август 1941 г. до 10 юни 1944 г. взема активно участие в отбраната на Ленинград и разгрома на врага. С точния си огън то разрушава мощните опорни точки и възлите на съпротива, унищожава бойната техника и живата сила на противника, поддържа действията на частите на Червената армия на Ленинградския фронт и Червенознаменния Балтийски флот на Невското, Колпинското, Урицко-Пушкинското, Красноселското и Карелското направления.

## Оценка на проекта

### Сравнителна оценка
Развитието на корабната артилерия в първите години след завършването на Първата световна война продължава да върви по посока увеличаване на огневата мощност за сметка на ръст на калибъра. Ръста на калибъра на оръдията на линейните кораби предизвиква и ръст на тяхното брониране и водоизместимост и води до увеличаването на разходите за построяване на нови кораби (както смята изследователя А. В. Платонов, подобен път става в крайна сметка да се осъзнава като път без изход). За да не се случи нова гонка в морските въоръжения, обременяваща даже най-богатите страни, през 1922 г. е сключено Вашингтонското морско съглашение, според условията на което максималният калибър на оръдията се ограничава до величината 406 мм.
Към 1930 години в различните страни се формират различни представи за „идеалното“ оръдие на главния калибър. В едни страни (Италия, СССР) приоритет се явява голямата далечина на стрелбата (тя се осигурява чрез увеличаване на началната скорост на снаряда с помощта на повишаване на налягането в канала на ствола), обаче високата балистика понижава живучестта на ствола и изисква олекотяване на снаряда. В САЩ приоритет се явява мощността на снаряда, достигана за сметка на намаляване на неговата начална скорост, което намалява далечината на стрелба, но значително увеличава живучестта на ствола. В Германия, с цел да се осигури максимално настилна траектория на 380-мм снаряди (за да се намали тяхното разсейване по далечина), е избрана концепцията „лек снаряд – висока скорост“.
Разминаването в предпочитанията в избора между по-голямата далечина или масата на снаряда се обяснява със спецификата на тяхното използване. В Италия и до известна степен във Франция желанието максимално да се реализира далекобойността на оръдията голям калибър е предизвикано от особеностите на средиземноморския военноморски театър с преобладаваща добра видимост. Но даже при отлични условия на видимост реалната далечина на стрелбата се ограничава до далечината на визуалното наблюдение по плясъците на своите снаряди при целта. Задачата за коригиране на огъня на корабната артилерия по маневрираща морска цел от самолета-коректировач не е решена до началото на Втората световна война. Първите радиолокационни станции за управление на огъня, появяващи се в самия край на 1930 години, поради големи грешки в измерването (± 45 – 90 м по далечина и ±3 – 5 ° по курсов ъгъл) още не са, в достатъчна степен, пригодни за управлението на стрелбата на оръдията от главния калибър. Първите достатъчно съвършени станции за управление на огъня на главния калибър – тип FC (модификации Mk.3, Mk.8, Mk.13) – започват поетапно да постъпват на въоръжение при американските линкори и крайцери едва от края на 1941 г., вече след завършването на тяхното строителство или на неговите завършителни етапи (линкорите от типа „Норт Керолайн“ и типа „Саут Дакота“, болшинството типове тежки крайцери). Характеристиките на РЛС за УО на ГК постепенно все повече се усъвършенстват: намалява се величината на грешките в определянето на координатите на целта по далечина и курсов ъгъл, обаче далечината на съпровождение на целите с РЛС, насочващи 406-мм оръдия, едва към края на 1945 г. се увеличава от 18 км (далечината на видимия от палубата на линкора хоризонт) до 38 км. Преходът към дължина на вълната 10 см и по-малко позволява да се осигури точност в определянето от РЛС на координатите на целта, достатъчна за управлението на стрелбата на артилерията, което коренно изменя представата за морския бой и позволява да се пренесе артилерийския дуел на дистанции зад пределите на пряката видимост. Това на свой ред създава бойно преимущество спрямо корабите, които нямат такава възможност.
Лидери в разработката на приборите за управление на стрелбата (ПУС) към началото на Втората световна война също са американците: използването в автоматите за стрелба Mk.1 на аналогови електромеханични изчислително-решаващи елементи вместо механичните позволява не само да се намалят техните габарити, да се увеличи точността на данните за стрелба и скоростта на тяхното изчисление, но и да се използват синхронно-следящите схеми, а също да се използва радиолокацията. Освен това основната част от подготовката на изходните данни за стрелба се прави не в командно-далекомерните постове (на основа директорите Mk.40), а в централния артилерийски пост, където се събират комуникационните линии от директорите, радарите и постовете на енергетиката и за живучест, което прави американската система по-прогресивна. Данните, изчислени в режим на реално време, с помощта на селсини синхронно се предават към механизмите за насочване на оръдията на главния калибър. Американският опит в областта на ПУС още в хода на войната е възприет от англичаните, а Германия и СССР в хода на Втората световна война не успяват да направят същото.
За периода между двете световни войни оръдията на главния калибър не претърпяват някакви особено съществени изменения, макар стволовете на оръдията да стават по-леки, а скрепената конструкция практически повсеместно да заменя теловата. За сметка на увеличаването на максималния ъгъл на възвишение на куполните установки и усъвършенстването на формата на снарядите (удължаване и заостряне на балистичните накрайници) оръдията стават по-далекобойни. Изменението на формата на броневото калпаче на с по-притъпена осигурява по-добро действие по бронята при значителен наклон на ъгъла на среща спрямо нормалата. Чашата (корпусът) на бронебойния снаряд се стараят да бъде направен колкото се може по-здрав, за да може при удара на снаряда в цементираната повърхност на броневата плоча да не се става неговото разчупване. Най-съвършените, в това отношение, са американските снаряди.
В този период има и усъвършенстване на взривните вещества и барута по посока повишаването на експлоатационната и производствената им безопасност. Освен тринитротолуол, който става стандартен от времената на Първата световна война, се използват също и други взривни вещества: в САЩ – веществото „D“ (амониев пикрат, с тротилов еквивалент 0,95), в Япония – TNA (тринитроанизол с тротилов еквивалент 1,06); британските и френските снаряди съдържат тринитротолуол или смес на основата на тринитрофенол с 20 – 30% нитрофенол. Новите сортове барути (немските SPC/38, британските SP280-300, френския SD21) обладават устойчивост към разложение и по-ниска температура и скорост на горене, които увеличават живучестта на стволовете и снижават взривоопасността.
Към началото на Втората световна война в болшинството страни калибърът на оръдията за новозалагащите се линкори е между 380 и 406 мм. Единственото „изключение от правилото“ е японското 460-мм оръдие, предназначено за въоръжение на суперлинкорите от типа „Ямато“, освен това, през 1938 г., започва разработката на германското 533-мм експериментално оръдие 53 cm/52 (21") Gerät 36, което вече в хода на Втората световна война (1944 година) е планирано да се поставя (в четири двустволни куполни установки) на гигантския суперлинкор от типа H-44 с пълна водоизместимост 139 000 т, но тези планове са явно нереални, и дори не започват тяхното осъществяване.
| Страна                                   | СССР                 | Великобритания | Великобритания | Великобритания  | Германия  | Германия  | Франция                                       | Италия    | САЩ         | САЩ       | Япония    | Япония               |     |     |     |     |
| Калибър, мм                              | 406                  | 381            | 406            | 356             | 380       | 406       | 380                                           | 381       | 406         | 406       | 410       | 460                  |     |     |     |     |
| Дължина на ствола, калибри               | 50                   | 42             | 45             | 45              | 52        | 52        | 45                                            | 50        | 45          | 50        | 45        | 45                   |     |     |     |     |
| Година на разработване                   | 1937                 | 1912           | 1938           | 1937            | 1934      | 1934      | 1935                                          | 1934      | 1936        | 1939      | 1914      | 1934                 |     |     |     |     |
| Година на приемане на въоръжение         | —                    | 1915           | 1939           | 1940            | 1939      | 1942      | 1941                                          | 1940      | 1941        | 1943      | 1921      | 1941                 |     |     |     |     |
| Кораб носител                            | „Советский Союз“     | „Худ“          | „Лайън“        | „Кинг Джордж V“ | „Бисмарк“ | „Тип H“   | „Ришельо“                                     | „Литорио“ | „Вашингтон“ | „Айова“   | „Нагато“  | „Ямато“              |     |     |     |     |
| Маса на ствола, т                        | 136,69 (със затвора) | 101,6          | 120,656        | 80,25           | 111       | 159,9     | 94,13                                         | 111,66    | 97,23       | 121,52    | 101,6     | 164,65 (със затвора) |     |     |     |     |
| Тип скрепяване на ствола                 | цилиндри             | тел            | тел            | цилиндри        | цилиндри  | цилиндри  | цилиндри                                      | цилиндри  | цилиндри    | цилиндри  | тел       | тел                  | тел | тел | тел | тел |
| Живучест на ствола, изстрела             | 300                  | 335            | 350            | 340 – 375       | 180 – 220 | 180 – 210 | 200                                           | 110 – 130 | 395         | 290 – 350 | 250 – 300 | 250                  |     |     |     |     |
| Маса на бронебойния снаряд, кг           | 1108                 | 878,883        | 1080           | 721,065         | 800       | 1030      | 890                                           | 885       | 1225        | 1225      | 1020      | 1460                 |     |     |     |     |
| Начална скорост на снаряда, м/с          | 830                  | 732 – 785      | н/д            | 757             | 820       | 810       | 830                                           | 850       | 701         | 762       | 806       | 780 – 805            |     |     |     |     |
| Максимална далечина, км                  | 45,67                | 33,38          | 40,05          | 35,26           | 36,52     | 43,55     | 41,7                                          | 44,64     | 33,74       | 38,72     | 38,72     | 42,05                |     |     |     |     |
| Характеристики на кулите                 |                      |                |                |                 |           |           |                                               |           |             |           |           |                      |     |     |     |     |
| Брой стволове                            | 3                    | 2              | н/д            | 4               | 2         | 2         | 4                                             | 3         | 3           | 3         | 2         | 3                    |     |     |     |     |
| Скорострелност на ствол, изстрела/минута | 2 – 2,6              | 2              | 2              | 2               | 2,3 – 3   | 2         | 1,2 – 2,2                                     | 1,3       | 2           | 2         | 1,5 – 2,5 | 1,5 – 2              |     |     |     |     |
| Ъгъл на възвишение на стволовете, °      | −2/+45               | −3/+30         | −3/+40         | −3/+40          | −5/+30    | н/д       | −5/+35                                        | −5/+35    | /+45        | /+45      | /+43      | −5/+45               |     |     |     |     |
| Маса на въртящата се част, т             | 2087                 | 894            | 1600           | 1557            | 1052      | 1452      | 2476                                          | 1595      | 1460        | н/д       | 1020      | н/д                  |     |     |     |     |
| Скорост на въртене, хоризонтална, °/с    | 4,55                 | 2              | н/д            | 2               | 5         | н/д       | 5                                             | 6         | 4           | 4         | 2         | 2                    |     |     |     |     |
| Скорост на подем на стволовете, °/с      | 6,2                  | 5              | н/д            | 8               | 6         | н/д       | 5,5                                           | 6         | 12          | 12        | 8         | 10                   |     |     |     |     |
| Вътрешен диаметър на барбета, м          | 10,72                | 9,3            | ?              | 12,19           | 10        | н/д       | 13,3Сулига С. В. Броневая защита. СПб., 1996. | 13,19     | 11,35       | н/д       | н/д       | 11,5                 |     |     |     |     |
| Брониране на кулите, мм                  |                      |                |                |                 |           |           |                                               |           |             |           |           |                      |     |     |     |     |
| Чело                                     | 495                  | 381            | н/д            | 324             | 360       | н/д       | 430                                           | 350       | 406         | н/д       | 356       | 650                  |     |     |     |     |
| Борд                                     | 230                  | 305            | н/д            | 224             | 220       | н/д       | 300                                           | 200       | 249         | н/д       | 200       | 250                  |     |     |     |     |
| Покрив                                   | 230                  | 127            | н/д            | 149             | 130       | н/д       | 195                                           | 200       | 178         | н/д       | 270       | 270                  |     |     |     |     |
| Барбет                                   | 425                  | 305            | н/д            | 305 – 343       | 340       | н/д       | 405                                           | 350       | 373 – 406   | н/д       | 305       | 550                  |     |     |     |     |

| Таблица за бронепробиваемостта на главния калибър на линкорите от периода на Втората световна война | Таблица за бронепробиваемостта на главния калибър на линкорите от периода на Втората световна война | Таблица за бронепробиваемостта на главния калибър на линкорите от периода на Втората световна война | Таблица за бронепробиваемостта на главния калибър на линкорите от периода на Втората световна война | Таблица за бронепробиваемостта на главния калибър на линкорите от периода на Втората световна война | Таблица за бронепробиваемостта на главния калибър на линкорите от периода на Втората световна война | Таблица за бронепробиваемостта на главния калибър на линкорите от периода на Втората световна война | Таблица за бронепробиваемостта на главния калибър на линкорите от периода на Втората световна война | Таблица за бронепробиваемостта на главния калибър на линкорите от периода на Втората световна война | Таблица за бронепробиваемостта на главния калибър на линкорите от периода на Втората световна война | Таблица за бронепробиваемостта на главния калибър на линкорите от периода на Втората световна война | Таблица за бронепробиваемостта на главния калибър на линкорите от периода на Втората световна война | Таблица за бронепробиваемостта на главния калибър на линкорите от периода на Втората световна война |
| Оръдие                                                                                              | 406 мм/50 Б-37                                                                                      | 15″/42 Mark I                                                                                       | 16″/45 Mark II                                                                                      | 14″/45 Mark VII                                                                                     | 38 cm/52 SK C/34                                                                                    | 40,6 cm/52 SK C/34                                                                                  | 380 mm/45 Model 1935                                                                                | 381 mm/50 Model 1934                                                                                | 16″/45 Mark 6                                                                                       | 16″/50 Mark 7                                                                                       | 40 cm/45 Type 03                                                                                    | 460 mm/45 Type 94                                                                                   |
| --------------------------------------------------------------------------------------------------- | --------------------------------------------------------------------------------------------------- | --------------------------------------------------------------------------------------------------- | --------------------------------------------------------------------------------------------------- | --------------------------------------------------------------------------------------------------- | --------------------------------------------------------------------------------------------------- | --------------------------------------------------------------------------------------------------- | --------------------------------------------------------------------------------------------------- | --------------------------------------------------------------------------------------------------- | --------------------------------------------------------------------------------------------------- | --------------------------------------------------------------------------------------------------- | --------------------------------------------------------------------------------------------------- | --------------------------------------------------------------------------------------------------- |
| Страна                                                                                              | СССР                                                                                                | Великобритания                                                                                      | Великобритания                                                                                      | Великобритания                                                                                      | Германия                                                                                            | Германия                                                                                            | Франция                                                                                             | Италия                                                                                              | САЩ                                                                                                 | САЩ                                                                                                 | Япония                                                                                              | Япония                                                                                              |
| Калибър, мм                                                                                         | 406                                                                                                 | 381                                                                                                 | 406                                                                                                 | 356                                                                                                 | 380                                                                                                 | 406                                                                                                 | 380                                                                                                 | 381                                                                                                 | 406                                                                                                 | 406                                                                                                 | 410                                                                                                 | 460                                                                                                 |
| Дължина на ствола, калибри                                                                          | 50                                                                                                  | 42                                                                                                  | 45                                                                                                  | 45                                                                                                  | 52                                                                                                  | 52                                                                                                  | 45                                                                                                  | 50                                                                                                  | 45                                                                                                  | 50                                                                                                  | 45                                                                                                  | 45                                                                                                  |
| Маса на бронебойния снаряд, кг                                                                      | 1108                                                                                                | 878,883                                                                                             | 1080                                                                                                | 721,065                                                                                             | 800                                                                                                 | 1030                                                                                                | 890                                                                                                 | 885                                                                                                 | 1225                                                                                                | 1225                                                                                                | 1020                                                                                                | 1460                                                                                                |
| Начална скорост на снаряда, м/с                                                                     | 830                                                                                                 | 732 – 785                                                                                           | н/д                                                                                                 | 757                                                                                                 | 820                                                                                                 | 810                                                                                                 | 830                                                                                                 | 850                                                                                                 | 701                                                                                                 | 762                                                                                                 | 806                                                                                                 | 780 – 805                                                                                           |
| Разчетна дебелина на ефективно поражаемата броня, мм (минимална/максимална)                         | | | | | | | | | | | | |
| борд (0 км)                                                                                         | н/д                                                                                                 | 866 (I) 803 (II) 734 (III) 775 (IV) 886 (V)                                                         | 737                                                                                                 | 800 (I) 749 (II) 691 (III) 729 (IV) 831 (V)                                                         | 884 (I) 818 (II) 747 (III) 790 (IV) 904 (V)                                                         | 805                                                                                                 | 935 (I) 866 (II) 790 (III) 836 (IV) 955 (V)                                                         | 904 (I) 838 (II) 767 (III) 810 (IV) 927 (V)                                                         | 770 (I) 706 (II) 640 (III) 676 (IV) 778 (V)                                                         | 853 (I) 782 (II) 709 (III) 749 (IV) 861 (V)                                                         | | 949 (I) 856 (II) 762 (III) 805 (IV) 938 (V)                                                         |
| борд (5 км)                                                                                         | 614 (на 5,5 км)                                                                                     | 728 (I) 675 (II) 618 (III) 651 (IV) 744 (V)                                                         | н/д                                                                                                 | 677 (I) 633 (II) 583 (III) 617 (IV) 703 (V)                                                         | 747 (I) 691 (II) 632 (III) 667 (IV) 762 (V)                                                         | н/д                                                                                                 | 779 (I) 724 (II) 661 (III) 698 (IV) 798 (V)                                                         | 783 (I) 726 (II) 662 (III) 701 (IV) 800 (V)                                                         | 661 (I) 606 (II) 550 (III) 580 (IV) 668 (V)                                                         | 737 (I) 675 (II) 611 (III) 648 (IV) 743 (V)                                                         | | 806 (I) 726 (II) 647 (III) 682 (IV) 796 (V)                                                         |
| борд (10 км)                                                                                        | н/д                                                                                                 | 604 (I) 559 (II) 511 (III) 540 (IV) 617 (V)                                                         | н/д                                                                                                 | 565 (I) 531 (II) 489 (III) 515 (IV) 586 (V)                                                         | 622 (I) 578 (II) 528 (III) 558 (IV) 639 (V)                                                         | 638 (на 9 км)                                                                                       | 630 (I) 588 (II) 540 (III) 571 (IV) 651 (V)                                                         | 670 (I) 620 (II) 567 (III) 600 (IV) 685 (V)                                                         | 560 (I) 513 (II) 466 (III) 492 (IV) 565 (V)                                                         | 630 (I) 577 (II) 523 (III) 554 (IV) 636 (V)                                                         | | 675 (I) 607 (II) 542 (III) 573 (IV) 669 (V)                                                         |
| борд (15 км)                                                                                        | 406 (на 13,9 км при ъгъл 25° от нормалата)                                                          | 507 (I) 469 (II) 429 (III) 452 (IV) 528 (V)                                                         | 449 (на 13,7 км)                                                                                    | 477 (I) 446 (II) 411 (III) 434 (IV) 494 (V)                                                         | 518 (I) 481 (II) 439 (III) 463 (IV) 532 (V)                                                         | н/д                                                                                                 | 614 (I) 482 (II) 445 (III) 470 (IV) 585 (V)                                                         | 573 (I) 529 (II) 484 (III) 512 (IV) 585 (V)                                                         | 479 (I) 439 (II) 396 (III) 419 (IV) 482 (V)                                                         | 540 (I) 493 (II) 450 (III) 463 (IV) 544 (V)                                                         | | 569 (I) 516 (II) 460 (III) 485 (IV) 566 (V)                                                         |
| борд (20 км)                                                                                        | н/д                                                                                                 | 428 (I) 398 (II) 362 (III) 383 (IV) 439 (V)                                                         | 389 (на 18,3 км)                                                                                    | 405 (I) 379 (II) 352 (III) 369 (IV) 420 (V)                                                         | 431 (I) 401 (II) 367 (III) 388 (IV) 494 (V)                                                         | 457 (на 18 км)                                                                                      | 421 (I) 398 (II) 368 (III) 388 (IV) 441 (V)                                                         | 488 (I) 454 (II) 413 (III) 438 (IV) 500 (V)                                                         | 413 (I) 377 (II) 341 (III) 362 (IV) 416 (V)                                                         | 467 (I) 425 (II) 387 (III) 407 (IV) 469 (V)                                                         | | 495 (I) 457 (II) 407 (III) 430 (IV) 500 (V)                                                         |
| борд (25 км)                                                                                        | 330 (на 24 км)                                                                                      | 368 (I) 342 (II) 311 (III) 330 (IV) 375 (V)                                                         | 335 (на 22,8 км)                                                                                    | 353 (I) 331 (II) 305 (III) 321 (IV) 364 (V)                                                         | 356 (I) 335 (II) 307 (III) 325 (IV) 371 (V) 307 – 371                                               | н/д                                                                                                 | 355 (I) 332 (II) 309 (III) 327 (IV) 370 (V)                                                         | 428 (I) 395 (II) 361 (III) 382 (IV) 438 (V)                                                         | 354 (I) 328 (II) 297 (III) 313 (IV) 361 (V)                                                         | 407 (I) 372 (II) 339 (III) 358 (IV) 411 (V)                                                         | | 428 (I) 396 (II) 360 (III) 380 (IV) 437 (V)                                                         |
| борд (30 км)                                                                                        | н/д                                                                                                 | 280 (I) 275 (II) 270 (III) 273 (IV) 310 (V)                                                         | 292 (на 27,4 км)                                                                                    | 277 (I) 274 (II) 255 (III) 261 (IV) 304 (V)                                                         | 293 (I) 277 (II) 258 (III) 270 (IV) 309 (V)                                                         | 345 (на 27 км)                                                                                      | 301 (I) 289 (II) 267 (III) 283 (IV) 321 (V)                                                         | 373 (I) 349 (II) 319 (III) 337 (IV) 384 (V)                                                         | 296 (I) 272 (II) 246 (III) 261 (IV) 299 (V)                                                         | 354 (I) 322 (II) 293 (III) 311 (IV) 356 (V)                                                         | | 341 (I) 320 (II) 294 (III) 310 (IV) 355 (V)                                                         |
| борд (35 км)                                                                                        | 241 (на 38,4 км)                                                                                    | н/д                                                                                                 | 257 (на 32,0 км)                                                                                    | 190 (I) 181 (II) 171 (III) 179 (IV) 211 (V)                                                         | 240 (I) 229 (II) 214 (III) 226 (IV) 258 (V)                                                         | 259 (на 36 км)                                                                                      | 259 (I) 250 (II) 232 (III) 247 (IV) 280 (V)                                                         | 311 (I) 286 (II) 267 (III) 279 (IV) 316 (V)                                                         | н/д                                                                                                 | 319 (I) 275 (II) 255 (III) 269 (IV) 309 (V)                                                         | | 286 (I) 272(II) 249 (III) 263 (IV) 302 (V)                                                          |
| палуба (5 км)                                                                                       | н/д                                                                                                 | 20 (I) 24 (II) 24 (III) 20 (IV) 23 (V)                                                              | н/д                                                                                                 | 19 (I) 22 (II) 23 (III) 19 (IV) 20 (V)                                                              | 18 (I) 21 (II) 22 (III) 18 (IV) 19 (V)                                                              | н/д                                                                                                 | 19 (I) 22 (II) 23 (III) 19 (IV) 21 (V)                                                              | 18 (I) 21 (II) 22 (III) 18 (IV) 19 (V)                                                              | 23 (I) 28 (II) 30 (III) 23 (IV) 26 (V)                                                              | 23 (I) 28 (II) 28 (III) 23 (IV) 26 (V)                                                              | | 22 (I) 28 (II) 28 (III) 22 (IV) 23 (V)                                                              |
| палуба (10 км)                                                                                      | н/д                                                                                                 | 39 (I) 47 (II) 48 (III) 39 (IV) 45 (V)                                                              | н/д                                                                                                 | 36 (I) 42 (II) 44 (III) 36 (IV) 39 (V)                                                              | 35 (I) 42 (II) 42 (III) 35 (IV) 37 (V)                                                              | 36 (на 9 км)                                                                                        | 38 (I) 42 (II) 45 (III) 38 (IV) 41 (V)                                                              | 34 (I) 42 (II) 42 (III) 34 (IV) 37 (V)                                                              | 49 (I) 58 (II) 61 (III) 49 (IV) 56 (V)                                                              | 47 (I) 58 (II) 58 (III) 47 (IV) 52 (V)                                                              | | 45 (I) 56 (II) 56 (III) 45 (IV) 48 (V)                                                              |
| палуба (15 км)                                                                                      | н/д                                                                                                 | 60 (I) 71 (II) 73 (III) 60 (IV) 68 (V)                                                              | 36 (на 13,7 км)                                                                                     | 57 (I) 65 (II) 68 (III) 57 (IV) 60 (V)                                                              | 53 (I) 63 (II) 63 (III) 53 (IV) 57 (V)                                                              | н/д                                                                                                 | 57 (I) 66 (II) 68 (III) 57 (IV) 62 (V)                                                              | 52 (I) 63 (II) 63 (III) 52 (IV) 57 (V)                                                              | 73 (I) 89 (II) 92 (III) 73 (IV) 81 (V)                                                              | 72 (I) 86 (II) 88 (III) 72 (IV) 78 (V)                                                              | | 66 (I) 83 (II) 87 (III) 66 (IV) 73 (V)                                                              |
| палуба (20 км)                                                                                      | 203 (от 18 до 44,5 км)                                                                              | 82 (I) 96 (II) 98 (III) 82 (IV) 91 (V)                                                              | 82 (на 18,3 км)                                                                                     | 76 (I) 86 (II) 89 (III) 76 (IV) 81 (V)                                                              | 69 (I) 84 (II) 84 (III) 69 (IV) 76 (V)                                                              | 81 (на 18,3 км)                                                                                     | 78 (I) 87 (II) 88 (III) 78 (IV) 83 (V)                                                              | 69 (I) 84 (II) 84 (III) 69 (IV) 76 (V)                                                              | 102 (I) 119 (II) 121 (III) 102(IV) 109 (V)                                                          | 97 (I) 114 (II) 117 (III) 97 (IV) 104 (V)                                                           | | 89 (I) 111 (II) 114 (III) 89 (IV) 96 (V)                                                            |
| палуба (25 км)                                                                                      | 203 (от 18 до 44,5 км)                                                                              | 115 (I) 132 (II) 135 (III) 115 (IV) 122 (V)                                                         | 112 (на 22,8 км)                                                                                    | 102 (I) 115 (II) 118 (III) 102 (IV) 113 (V)                                                         | 89 (I) 105 (II) 106 (III) 89 (IV) 96 (V)                                                            | н/д                                                                                                 | 98 (I) 114 (II) 115 (III) 98 (IV) 106 (V)                                                           | 89 (I) 104 (II) 105 (III) 89 (IV) 96 (V)                                                            | 139 (I) 166 (II) 170 (III) 102 (IV) 149 (V)                                                         | 118 (I) 141 (II) 143 (III) 118 (IV) 128 (V)                                                         | | 103 (I) 140 (II) 143 (III) 103 (IV) 122 (V)                                                         |
| палуба (30 км)                                                                                      | 203 (от 18 до 44,5 км)                                                                              | 180 (I) 221 (II) 230 (III) 180 (IV) 195 (V)                                                         | 143 (на 27,4 км)                                                                                    | 152 (I) 176 (II) 182 (III) 152 (IV) 163 (V)                                                         | 129 (I) 148 (II) 152 (III) 129 (IV) 136 (V)                                                         | 127 (на 27, 4 км)                                                                                   | 136 (I) 157 (II) 163 (III) 136 (IV) 146 (V)                                                         | 116 (I) 133 (II) 135 (III) 116 (IV) 123 (V)                                                         | 243 (I) 315 (II) 328 (III) 243 (IV) 267 (V)                                                         | 165 (I) 200 (II) 206 (III) 165 (IV) 188 (V)                                                         | | 168 (I) 213 (II) 220 (III) 168 (IV) 182 (V)                                                         |
| палуба (35 км)                                                                                      | 203 (от 18 до 44,5 км)                                                                              | н/д                                                                                                 | 184 (на 32,0 км)                                                                                    | 314 (I) 381 (II) 395 (III) 314 (IV) 340 (V)                                                         | 195 (I) 247 (II) 256 (III) 195 (IV) 215 (V)                                                         | 216 (на 36 км)                                                                                      | 217 (I) 273 (II) 283 (III) 217 (IV) 236 (V)                                                         | 187 (I) 230 (II) 239 (III) 187 (IV) 204 (V)                                                         | н/д                                                                                                 | 304 (I) 395 (II) 413 (III) 304 (IV) 335 (V)                                                         | | 270 (I) 382 (II) 403 (III) 270 (IV) 303 (V)                                                         |

Сравнителната оценка на корабните оръдия на главния калибър, състоящи на въоръжение на линкорите от периода на Втората световна война (виж таблиците), показва, че съветското оръдие Б-37, според разчетните данни, трябва да обладава бронепробиваемост, практически същата или с малко отстъпваща на другите 380—406-мм оръдия при равни параметри на скорострелността, повишена живучест на ствола. При изпитанията на опитното оръдие със скрепен ствол е отбелязана неговата не напълно удовлетворителна кучност (отношението на разсейване на снарядите към далечината на стрелба е 1/300) – която впоследствие е подобрена. Полигонни изпитания на оръдията с лайнеран ствол не са провеждани, а резултатите от експлоатацията на такова оръдие в периода на Великата Отечествена война не са записвани и си остават неизвестни – макар самото оръдие да е постоянна грижа на немското командване по време на цялата обсада на Ленинград.
Високата балистика и голяма далечина на стрелба на оръдието Б-37 е предизвикана от очакването за постоянно увеличаване на дистанцията на морския бой от страна на редица съветски военноморски теоретици, което в крайна сметка не се оправдава.
Към момента на очакваното влизане на линейните кораби от проекта 23 в състава на ВМФ на СССР – 1945 г. или даже по-късно – отсъствието в първоначалното тактико-техническо задание за проекта 23 на радиолокационни станции за управление на огъня на оръдията на главния калибър (РЛС УО ГК) с оглед наличието на аналогични станции в състава на въоръженията на линейните кораби на вероятния противник в студената война – САЩ – би се явявало вече съществен недостатък. Обаче при това следва да се отчита, че и другите кораби, проектирани в края на 1930 години (както в страните на бъдещата „Ос“, така и в страните на „съюзниците“), РЛС за УО на ГК в състава на проектното въоръжение също няма (виж по-горе).
Изследователските работи в областта на радиолокацията и създаването на радиолокационни станции (в частност, РЛС за засичане на въздушни цели „Редут-К“) в СССР се водят независимо от чуждестранните както в периода 1932 – 1941 г., така и вече в хода на Великата Отечествена война. Така например през 1944 г. на крайцера „Молотов“ е изпробвана първата съветска опитна РЛС за УО на ГК „Марс-1“, а на крайцера „Калинин“ са поставени двете аналогични станции от типа „Юпитер-1“. В периода 1948 – 1950 г. в СССР е създадена РЛС за УО на ГК „Залп“ за коригиране на огъня на 152-мм – 406-мм артилерийски установки на крайцери и линкори, следвоенна разработка. Освен това е известно, че през 1944 г. на СССР са предадени и постъпват на въоръжение, за крайцерите от проекта 26, десет британски РЛС за управление на зенитния огън от тип 282, осем РЛС за УО на ГК от тип 285 и три РЛС за УО на ГК от тип 284.

### Мнения и оценки
Според оценката на А. Б. Широкорад, оръдието Б-37 се явява най-добрия в света образец 406-мм оръдие както сред серийните, така и сред опитните оръдия през Втората световна война, с много благодарение на най-добрите в света балистични характеристики. Оръдията Б-37 са в различна степен по-далекобойни, отколкото оръдията на главния калибър на всеки един от чуждестранните линейни кораби. Наличието на тези оръдия на линейните кораби от проекта 23 (типа „Советский Союз“) трябва да позволи на последните да се считат за едни от най-мощните артилерийски кораби в света, отстъпващи по „настъпателни“ възможности само на японските линкори от типа „Ямато“, въоръжени с девет 460/45-мм оръдия, и недостроените американски линкори от типа „Монтана“, въоръжени с дванадесет 406/50-мм оръдия.
Артилерийската установка „МК-1“ се явява етапна за промишлеността, която няма до това опита в създаването на толкова мощни артилерийски системи. Според мнението на С. И. Титушкин, съветските специалисти създават „за своето време първокласно по всички характеристики голямокалибрено корабно оръдие, което не отстъпва на най-добрите чуждестранни образци“.
Съществуват и полярни оценки на оръдието: американският изследовател Тони ДиГилиан отбелязва, че резултатите от изпитанията на оръдието показват ниското качество на снарядите и взривното вещество; ДиГилиан също се съмнява в това, че практическата живучест на оръдейните стволове може да е по-висока от 150 изстрела. Въпреки това неговата оценка за живучестта на оръдието се разминават с резултатите от изпитанията на оръдието със скрепен ствол на полигона НИМАП.

## Коментари
1. ↑  Участък от полигона – права линия, по която се измерват далечините на изстрелите
2. ↑  Данните за бронепробиваемостта са приведени според книгата: Балакин С. А. и др. Линкоры Второй мировой. Ударная сила флота.   М., 2006, 256 с. ISBN 5-699-18891-6. с. 236 – 238, 250 – 253.. Разчетите за дистанцията са проведени според формулите FASEHARD за повърхностно укрепена и M79APCLC для хомогенна броня; показана е дебелината на бронята, която снарядът е способен ефективно да поразява, съхранявайки при това способността за детонация (чашата на снаряда с взривно вещество не разрушена, взривателят е изправен, отсъства балистичен и, като правило, бронебоен накрайници). Диапазонът на ефективно пробиваната броня е разчетен за броня от пет типа (американската Class „A“/«B», немската KC n/A/Wh, италианската Terni KC /AOD, английската post 1930 CA/NCA и японската VH /NVNC, обозначени в текстта на таблицата като I, II, III, IV и V съответно).
3. ↑  Изчислено според емпиричната формула за бронепробиваемост на американския флот (USN Empirical Armor Penetration Formula).
4. ↑  Изчислено според емпиричната формула за бронепробиваемост на американския флот (USN Empirical Armor Penetration Formula).
5. ↑  Оръдието с лайниран ствол, което влиза в серийно производство, по определение трябва да има живучест, по-висока по сравнение с оръдието със скрепен ствол.